# Stephan van den Berg
Stephan van den Berg (Hoorn, 20 de febrero de 1962) es un deportista neerlandés que compitió en vela en la clase Windglider. Participó en dos Juegos Olímpicos de Verano en los años 1984 y 1992, obteniendo una medalla de oro en Los Ángeles 1984 en la clase Windglider.

## Palmarés internacional
| Juegos Olímpicos | Juegos Olímpicos             | Juegos Olímpicos | Juegos Olímpicos |
| Año              | Lugar                        | Medalla          | Clase            |
| ---------------- | ---------------------------- | ---------------- | ---------------- |
| 1984             | Los Ángeles (Estados Unidos) | Medalla de oro   | Windglider       |